# Anna Maria Simó i Batlle
Anna Maria Simó i Batlle (Arenys de Mar, 19 de març de 1838 - 19 de febrer de 1911), també coneguda com a Agneta Fanfa, fou una artesana catalana.
Anna Maria Simón i Batlle, filla de Joan Simón i Teresa Batlle es casa l'any 1859 amb el mataroní Marià Castells i Diumeró i l'any 1862 inicien el negoci de fabricació de puntes. Diverses fonts assenyalen que el negoci de les puntes ja era una tradició dins la família d'Anna Maria Simón.
Fins que es va morir el marit, l'any 1903, l'empresa que forma el matrimoni treballa en la realització de diversos encàrrecs de puntes seguint els models antics, però creant-ne també de nous. Al Museu d'Arenys de Mar es conserven molts dels patrons i de les matrius realitzades per la Casa Castells durant aquests anys. Anna Maria Simón va tenir vuit fills; dues filles grans, Gertrudis i Josefa, van col·laborar en l'empresa familiar, ja que es conserven patrons realitzats per elles. Tanmateix, va ser juntament amb els seus fills Joaquim i Marià que Anna Maria Simón formà societat quan es va morir el marit.
L'any 1906 arriba un dels encàrrecs més importants per a la Casa Castells, el mocador de núvia per al casament de la princesa Victòria Eugènia de Battenberg amb el rei Alfons XIII. El disseny del mocador el realitza Alexandre de Riquer, és adaptat per Marià Castells i Simón i realitzat per les germanes Ferrer, dues puntaires de Sant Vicenç de Montalt. En una fotografia realitzada per Adolf Mas i publicada el 17 de juny de 1906 a la Il·lustració Catalana, es pot veure Anna Maria Simón controlant el treball de les dues puntaires. L'any 1908, en una visita del rei Alfons XIII a Arenys de Mar, els empresaris de la vila organitzen una exposició dels seus productes. L'escrit de Salvador Castelló, amfitrió del rei i propietari de la Reial Escola d'Avicultura, descriu els objectes exposats per l'empresa de la Viuda Castells. El 19 de febrer de 1911 mor Anna Maria Simón i Batlle.